# Appleton (gruppo musicale)
Le Appleton sono state un duo musicale pop canadese, attivo dal 2002 al 2005.

## Storia
Il duo, composto dalle sorelle Natalie e Nicole Appleton, è stato attivo dal 2002 al 2005, periodo di tempo intercorso tra lo scioglimento e la riunione delle All Saints, gruppo britannico di cui le sorelle avevano fatto parte dal 1996.
L'unico album in studio del gruppo, intitolato Everything's Eventual, è uscito nel febbraio 2003 ed ha raggiunto la posizione numero 9 della classifica Official Albums Chart.
Nel 2006, in concomitanza con la riunione delle All Saints, il progetto Appleton è stato automaticamente abbandonato.

## Formazione
- Natalie Appleton
- Nicole Appleton

## Discografia

### Album studio
- 2003 - Everything's Eventual

### Singoli
- 2002 - Fantasy
- 2003 - Don't Worry
- 2003 - Everything Eventually